# NGC 3918
NGC 3918 es una nebulosa planetaria de magnitud aparente 8,1 situada en la constelación de Centaurus, 2,5º al noreste de Decrux (δ Crucis). En un telescopio de 25 cm, utilizando entre 75 y 120x, aparece como un pequeño disco azul pálido similar al de Neptuno.
El telescopio espacial Hubble muestra a NGC 3918 con una envoltura exterior aproximadamente esférica. También permite ver un globo interior alargado, formado por el fuerte viento estelar proveniente de la caliente estrella central, que está comenzando a irrumpir fuera de la envoltura esférica por arriba y por abajo de la imagen.
La envoltura o globo interior, con forma de eje, está ligeramente inclinada respecto al plano del cielo. Partiendo de las regiones polares de esta envoltura, se encuentra un chorro de materia con dos extremos, cuya velocidad de expansión aumenta de forma lineal con la distancia, desde 50 a 100 km/s. Este chorro probablemente es coetáneo con la envoltura interna, sugiriendo que su formación puede adscribirse a los mismos procesos que dieron lugar a la nebulosa principal, y que no se ha originado en un episodio posterior.
NGC 3918 se encuentra a cerca de 3000 años luz de distancia de la Tierra, siendo su diámetro aproximado de unos 0,3 años luz. Fue descubierta por John Herschel en 1834.